# Enterprise portal
In informatica con Enterprise portal si intende un sistema informativo evoluto, rivolto alle imprese allo scopo di fornire valore aggiunto, con le seguenti caratteristiche: 
1. Informativo (editoriale/gestione documentale/motore)
2. Collaborativo (collaboration/workflow)
3. Bridge tra aziende e Internet
4. Bridge con e tra i sistemi informativi aziendali
5. Evoluzione dei concetti di sito e di intranet
6. Semplificare la complessità IT
7. User Desktop
8. Single Sign On

La diffusione di una cultura omogenea e condivisa all'interno delle aziende è il presupposto per lo sviluppo di iniziative e progetti finalizzati a creare, nel tempo, valore per i diversi portatori di interessi. Per raggiungere tale obiettivo è necessario produrre e condividere, all'interno delle aziende prima e all'esterno poi, le informazioni e ancora meglio le conoscenze relative ai processi ed alle attività che hanno un impatto sulle singole aree aziendali.
Dal punto di vista tecnologico e applicativo l'infrastruttura abilitante per il raggiungimento dell'obiettivo sopra esposto può essere rappresentata da una applicazione Intranet/Extranet alla quale gli utenti accedono, in funzione del proprio profilo, per cercare informazioni e per ottenere una serie di servizi a valore aggiunto: Enterprise Portal (EP). 

## Caratteristiche
- Overload informativo:

La creazione di un singolo punto di accesso e di una centralizzazione delle ricerche aiuta a diminuire le problematiche che nascono dall'overload informativo;
- Discontinuità:

I continui cambiamenti organizzativi creano discontinuità nel flusso informativo. L'EP può diventare il desktop per i “Knowledge Workers”, eliminando le discontinuità;
- Destrutturazione delle informazioni:

L'EP rimedia alla quantità di informazioni non strutturate, che superano, ormai di gran lunga, quelle strutturate.

## Modelli di Enterprise Portal
Prendendo in considerazione i diversi obiettivi di business e lo sforzo implementativo richiesto è possibile selezionare quattro macrotipologie di Enterprise Portal:
- Enterprise Hub: finalizzato alla creazione di un unico punto di accesso alla Intranet aziendale
  - :Obiettivo: accesso ai dati e alle informazioni.
- Content Portal: finalizzato alla integrazione dei contenuti basata sul routing e differenziato per profilo di utenza
  - :Obiettivo: accesso e condivisione di informazioni
- Service Portal: finalizzato alla creazione di un unico punto di accesso ai servizi transazionali, ma anche di DW e di BI
  - :Obiettivo: accesso e condivisione di informazioni e servizi
- Integrator Portal: finalizzato alla piena integrazione con i sistemi di produzione, progettazione, gestione ordini e spedizioni, ecc.
  - :Obiettivo: Integrazione di ambienti applicativi e tecnologici eterogenei, collaborazione tra  diverse aree aziendali